# El Camp de l'Arpa del Clot

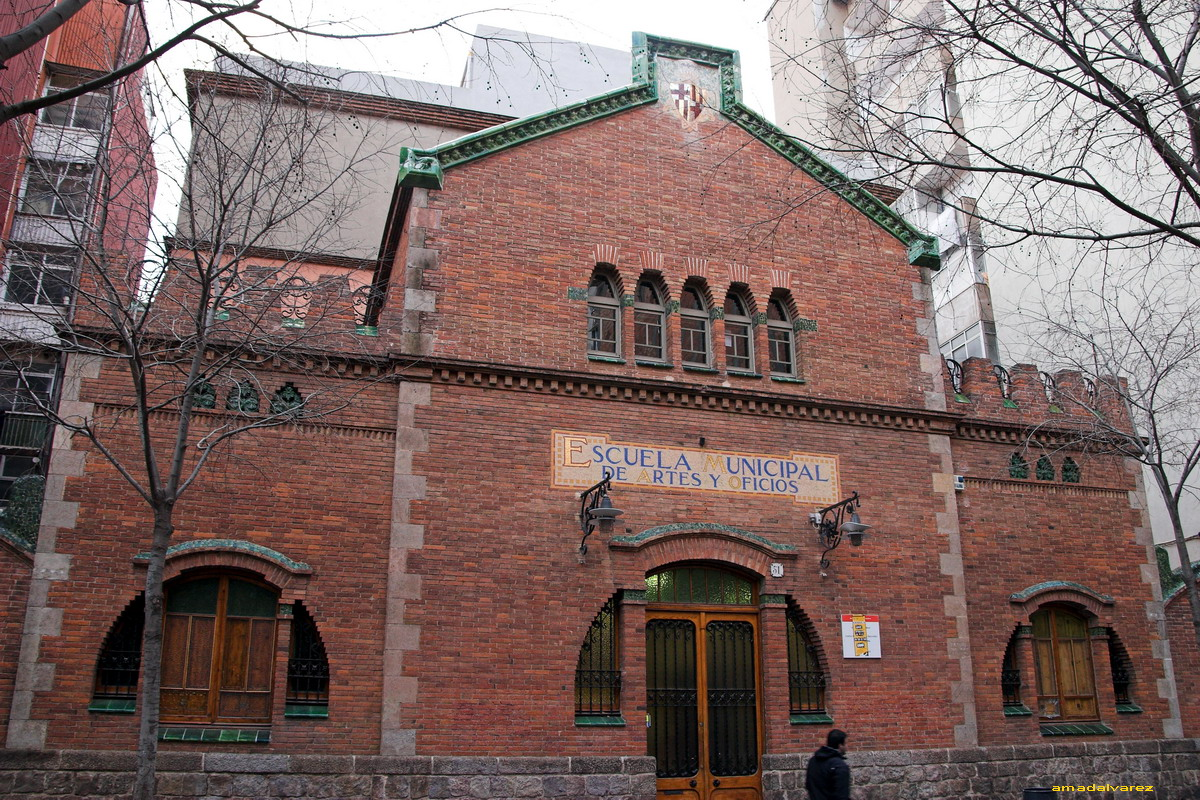
Edifici modernista de l'antiga Escola Municipal d'Arts i Oficis, situada al Camp de l'Arpa del Clot

El barri del Camp de l'Arpa del Clot (nom designat el 2006) és un dels deu barris de Barcelona de què es compon el Districte de Sant Martí, d'ençà que l'any 1897 va ser annexionat a Barcelona. És a la part alta del districte i antigament era anomenat Camp de l'Arca.
El topònim de Camp de l'Arpa procedeix probablement de l'existència d'un dolmen en aquesta zona. Figura citat en un document de l'any 1037 del Cartulari de Sant Cugat, amb la forma "ad ipsa archa", amb motiu d'una confrontació de límits. El nom actual seria una deformació de l'original.
El Camp de l'Arpa, part de l'originari barri de Muntanya de Sant Martí de Provençals, es va començar a urbanitzar després de l'any 1845 sense posteriorment acollir-se al pla Cerdà. És per això que avui dia encara s'hi conserva un entramat de carrers amb una estructura ben diferent de la quadriculada típica de l'Eixample. Durant el segle xix, tant al Camp de l'Arpa com al Clot es van assentar fàbriques com farineres, adoberies, indústries tèxtils i de productes químics, entre d'altres. A finals del segle xix els dos barris ja havien canviat la seva fesomia i perdut bona part de l'aspecte rural que els havia caracteritzats fins aleshores, adquirint en pocs decennis l'aspecte d'un centre industrial i obrer, gràcies també a una considerable immigració de tota Catalunya i l'Aragó. És en aquesta època de grans canvis que les noves exigències socials van determinar la formació de l'important i vital teixit associatiu que encara avui caracteritza el Clot i el Camp de l'Arpa, amb algunes de les antigues entitats encara actives com, per exemple, el Foment Martinenc, l'Orfeó Martinenc i la Formiga Martinenca.
Un altre element important de la història del Clot i del Camp de l'Arpa durant el segle xix va ser la realització de la via de tren i de l'estació del Clot, avui completament soterrada. Durant el segle xx, en correspondència de l'antiga via del tren es va obrir l'avinguda Meridiana, que encara és la línia divisòria principal entre el Clot i el Camp de l'Arpa, mentre que on s'ubicava l'antiga estació RENFE avui hi ha el Parc del Clot.
Darrerament, el Camp de l'Arpa ha modificat progressivament la seva fesomia industrial i obrera, convertint-se en còmodes àrees residencials envoltades pels testimonis del passat del barri, com ara l'antiga Escola d'Arts i Oficis avui seu de l'IES Zafra, habitatges que segueixen el model dels elegants edificis de l'Eixample i d'altres més petits i senzills, els quals es conserven sobretot en els passatges del Camp de l'Arpa, autèntics racons sobreviscuts al segle xix.

## Geografia

El barri dins del districte de Sant Martí

Situat a la part alta del districte de Sant Martí, al límit amb l'àrea d'urbanització prevista pel pla Cerdà (1859). La seva delimitació és a l'avinguda Meridiana, al carrer d'Aragó i als carrers del Dos de Maig, Sant Antoni Maria Claret i Navas de Tolosa.
El barri de Camp de l'Arpa es va resistir al Pla d'Eixample d'Ildefons Cerdà. Com a conseqüència, la majoria dels carrers nous no segueixen les propostes del Pla Cerdà en arribar al barri. Per això, els carrers de Còrsega, Rosselló i Provença moren a l'alçada del traçat del carrer de Rogent.
Una dualitat que es veu reflectit en l'urbanisme: per una banda, un model d'habitatge auster propi d'un barri obrer; i, per una altra banda, un model d'habitatge típic i característic de l'Eixample. Aquest fet ha permès mantenir alguns passatges del segle xix en ple segle xxi, com ara els del Sospir, del Trinxant, del Pistó, etc.

### Carrers del barri
Part del carrer és al barri:
| - C/ Mallorca - C/ València - C/ Aragó - C/ Consell de Cent - C/ Provença |  | - C/ Rosselló - C/ Còrsega - C/ Indústria - C/ Sant Antoni Maria Claret - C/ Trinxant |  | - C/ Muntanya - C/ Sant Quintí - Pg. Maragall - C/ Concepció Arenal - C/ Navas de Tolosa |  | - Avinguda Meridiana - C/ Enamorats - C/ Dos de Maig - C/ Independència - C/ La Corunya |

Tot el carrer pertany al barri:
| - C/ Xifré - C/ Rogent - C/ Conca - C/ Llagostera - C/ Historiador Maians - C/ Josepa Massanés - C/ Fontova - C/ Pistó - C/ Eterna Memòria - C/ Nació (antigament, Nacional o Internacional) - C/ Sospir - C/ Lorenzale |  | - C/ Amargor - C/ Guinardó - C/ Cases Boada - C/ Arc de Sant Sever - C/ Freser - C/ Bassols - C/ Finestrat - C/ Joan de Peguera - C/ Coll i Vehí - C/ Ruiz de Padrón - C/ Besalú - C/ Ripollès |  | - C/ Degà Bahí - C/ Vidiella - C/ Tomàs Padró - C/ Antic de Bofarull - C/ Sibèlius - Ptge. Dos de Maig - Ptge. Independència - Ptge. Còrsega - Ptge. Anglesola - Ptge. Vintró - Ptge. Graziela Pareto - Ptge. Lluïsa Vidal |  | - Ptge. Indústria Lletra C - Ptge. Catalunya - Ptge. Roura - Ptge. Puigmadrona - Ptge. Travessera - Ptge. Ginecós - Ptge. Andreví - Ptge. Sospir - Ptge. Trinxant - Ptge. Oliva |

Places i placetes:
| - Pl. Can Robacols - Pl. de l'Oca (així denominada popularment, per l'ànec, confós com a oca, que hi ha sobre una font) - Pl. St. Josep de Calassanç (popularment Plaça de la Tortuga) - Pl. Dr. Serrat |

## Metroi Renfe
- Renfe: Clot
- L1: Estacions del Clot i Navas queda propera.
- L2: Encants, Clot.
- L5: Camp de l'Arpa i Sant Pau | Dos de Maig queda propera. Tot i que la boca del carrer Dos de Maig es troba al barri de la Sagrada Família, l'ascensor surt al costat del carrer barri del Camp de l'Arpa del Clot.

## Equipaments
- Equips de Salut: CAP Maragall (Passeig Maragall 52-54)
- Casals de Barri/ Espais: Espai Municipal Antoni Miró Peris (Pl Carme Monturiol,10)
- Biblioteques/Ludoteques: Biblioteca Camp de l'Arpa - Caterina Albert (Carrer Indústria, 295)

## Llocs d'interès
- Fàbrica Alchemika - Bonaventura Costa i Font (Transformada en la Biblioteca Caterina Albert)
- Can Miralletes
- Plaça de la Tortuga
- Plaça de Can Robacols
- Casa Vermella
- Escola Zafra
- Foment Martinenc